# Потапов, Александр Александрович
Алекса́ндр Алекса́ндрович Пота́пов (5 июля 1948, Алтыарык, Узбекская ССР — 15 мая 2021, Москва) — советский и российский нейрохирург, доктор медицинских наук, профессор, академик РАН (2011), директор Национального медицинского исследовательского центра нейрохирургии имени академика Н. Н. Бурденко (2014—2019). Лауреат Государственных премий Российской Федерации (1995, 2009).

## Биография
- 1967—1973 — 2-й Московский Медицинский институт им. Пирогова, врач (лечебное дело, диплом с отличием);
- 1973—1979 — Врач-ординатор НИИ нейрохирургии им. Н. Н. Бурденко
- 1975—1978 — Врач НИИ нейрохирургии им. Н. Н. Бурденко
- 1978—1988 — Научный сотрудник НИИ нейрохирургии им. Н. Н. Бурденко
- 1980 — Кандидат медицинских наук
- 1982 — Стажер в клинике Каролинского Университета (Стокгольм, Швеция)
- c 1987 — Руководитель и научный консультант 33 кандидатов и докторов медицинских наук
- 1988—2014 — Заведующий отделением нейротравматологии НИИ нейрохирургии им. Н. Н. Бурденко
- 1989—2014 — Заместитель директора НИИ нейрохирургии им. Н. Н. Бурденко
- с 1989 — Член редколлегий ряда научных журналов: «Вопросы нейрохирургии», «World Neurosurgery», «Acta Neurochirurgica», «Neurosurgery»
- с 1990 — Доктор медицинских наук (диссертация «Патогенез и дифференцированное лечение очаговых и диффузных повреждений головного мозга»; официальные оппоненты Г. А. Педаченко, В. Н. Семёнов и В. А. Хилько)
- 1992 — Профессор НИИ нейрохирургии им. Н. Н. Бурденко
- с 1999 — Приглашенный лектор Образовательного комитета Всемирной федерации нейрохирургических обществ
- с 2000 — Профессор кафедры нейрохирургии Российской медицинской академии постдипломного образования (РМАПО)
- с 6 апреля 2002 — Член-корреспондент Российской академии медицинских наук (РАМН), член Бюро ОКМ РАМН
- 2006—2009 — Руководитель Комитета по нейротравме Всемирной Федерации нейрохирургических обществ
- С 25 мая 2007 — Действительный член РАМН
- 2009 — Почетный член Австрийского общества нейрохирургов
- 2009—2013 — Второй вице-президент Всемирной федерации нейрохирургических обществ
- 2010 — Член-корреспондент Германской нейрохирургической академии
- 2010 — Член Президиума РАМН
- 22 декабря 2011 года избран действительным членом Российской академии наук (РАН) по Отделению физиологии и фундаментальной медицины
- с 2012 — Член Совета по науке и образованию при Президенте РФ
- 2012 — Член бюро Совета РФФИ
- 2013 — Член Королевской медицинской академии Бельгии
- 2014 — Почётный профессор Национального центра нейрохирургии г. Астана, Казахстан
- 2014—2019 — Директор Национального медицинского исследовательского центра нейрохирургии имени академика Н. Н. Бурденко
- c 2017 — Член Президиума РАН
- с 2019 — Научный руководитель Национального медицинского исследовательского центра нейрохирургии имени академика Н. Н. Бурденко

## Научные достижения

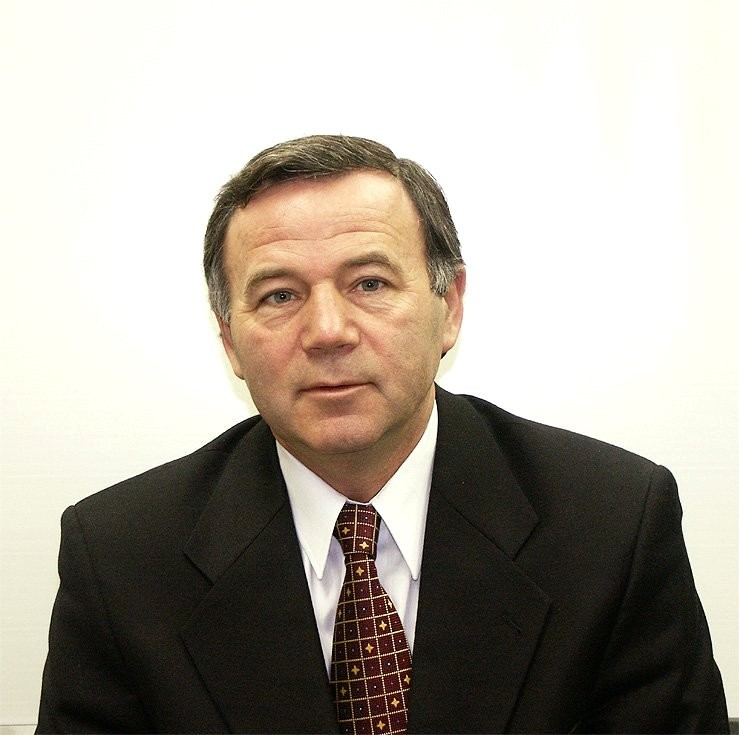
А. А. Потапов в 2010 году

Академиком А. А. Потаповым разработана концепция и методика пластической и реконструктивной нейрохирургии, предусматривающая восстановление не только целостности черепа, но и индивидуальной конфигурации твёрдых и мягких покровов головы на основе современных лазерных технологий (стереолитографические модели костей лицевого и мозгового черепа, технологии изготовления индивидуального имплантата). Впервые описал особую форму черепно-мозговой травмы — сдавление головы, иллюстрируя синдром стереолитографическими моделями.
Являлся членом редакций в научных журналах «World Neurosurgery», «Neurosurgery», «Acta Neurochirurgica», «International neuroscience journal», «Вопросы нейрохирургии им. Н. Н. Бурденко» «Клиническая и экспериментальная хирургия им. Б. В. Петровского», «Нейрохирургия и неврология Казахстана».
В 1979 году защитил кандидатскую диссертацию, в 1989 получил степень доктора медицинских наук, в 1991 году присвоено звание профессора.
Основные результаты исследований академика А. А. Потапова опубликованы в 318 статьях, монографиях, руководствах и учебниках.
Скончался А. А. Потапов 15 мая 2021 года. Прах захоронен в колумбарии на Ваганьковском кладбище Москвы.

## Награды и премии

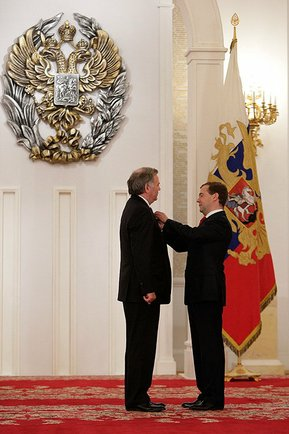
Торжественное вручение Государственной премии за 2009 год Президентом РФ Дмитрием Медведевым

- Медаль «За трудовую доблесть» (1990)
- Государственная премия РФ «За разработку и внедрение в практику патогенетически обоснованных методов диагностики, прогноза и лечения черепно-мозговой травмы и её последствий» (1995)[4]
- Заслуженный деятель науки Российской Федерации (1998)[5]
- Орден Почёта (2002)[6]
- Премия Правительства РФ (2006)
- Орден «За заслуги перед Отечеством» IV степени (2008)[7]
- Государственная премия РФ за комплекс научных работ по развитию лазерно-информационных технологий для медицины (2009)[8]
- Премия лучшим врачам России «Призвание» (2013) в номинации «За создание нового метода диагностики» — за создание отечественного фотосенсибилизатора, вызывающего свечение раковой опухоли и разработку метода количественного определения светящихся раковых клеток[9]